# Монашество в Русской православной церкви
Мона́шество — широко распространённый в Русской православной церкви институт, заключающийся в отказе от брачной жизни (целибат) и принесении особых монашеских обетов при постриге.
Исторически в русском православии сложились три степени монашества: рясофор (иночество), мантия (малая схима) и схима (великая схима). Вместе с тем в Российской империи лица, постриженные в рясофор, относились к мирянам.
В Русской православной церкви существует послушничество как подготовка к принятию монашества и трудничество как добровольная помощь монастырю, часто сопряжённая с проживанием в нём, но без цели дальнейшего пострига.

## Древнерусское государство и период феодальной раздробленности

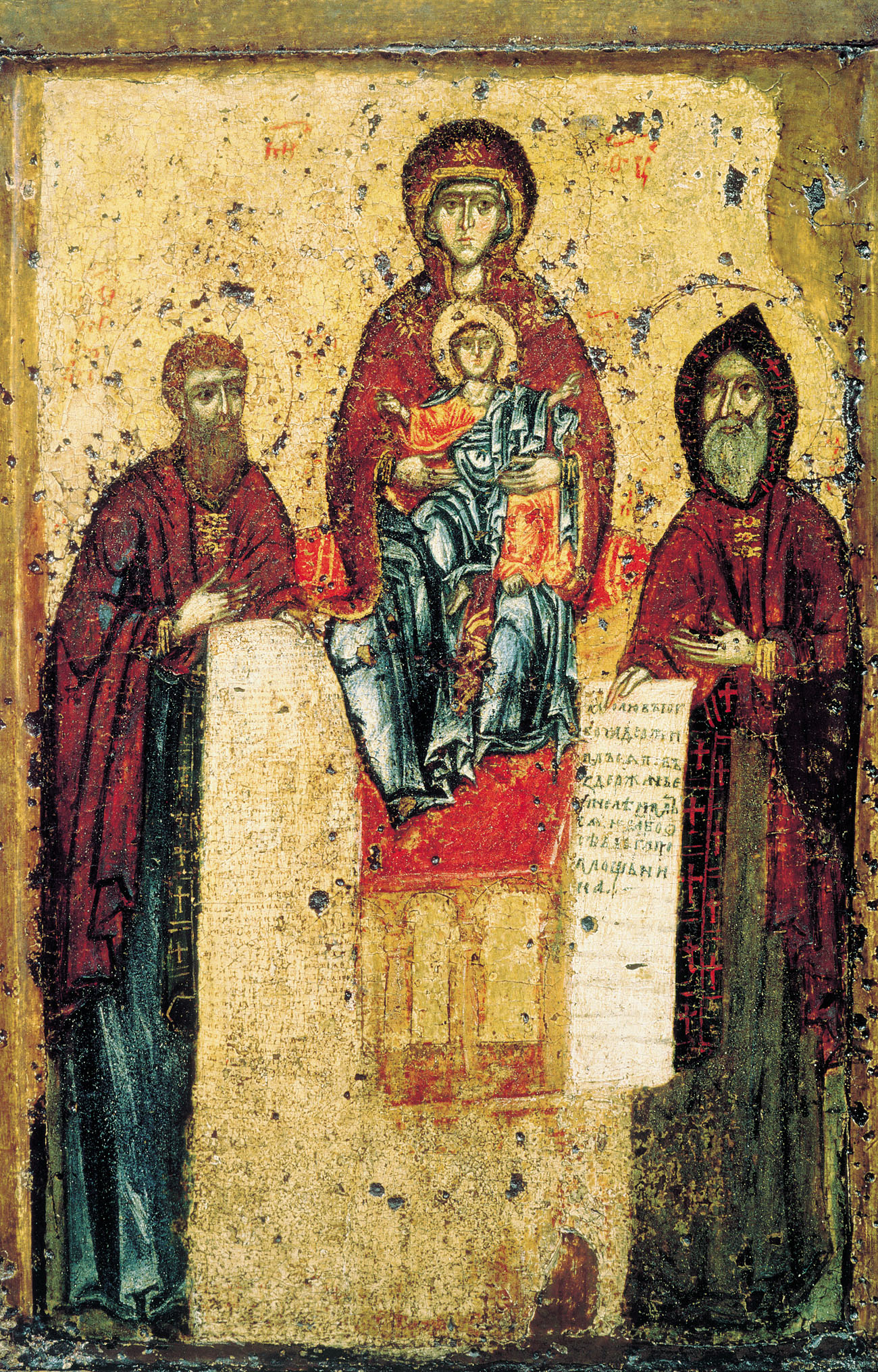
Богоматерь Печерская (Свенская) с преподобными Антонием и Феодосием Печерскими

На Руси монастыри стали учреждаться с самого начала официального распространения христианства. Из Константинополя прибыли многочисленные монахи, которые просто не могли прокормиться на родине из-за переизбытка клерикального населения. Сохранилось предание об основании греческими монахами Спасского монастыря близ Вышгорода. Супрасльская летопись упоминает о монастыре при основанной Владимиром Святославичем Десятинной церкви в Киеве. Титмар Мерзебургский упоминает, что во время бывшего в 1017 году пожара в Киеве из-за несчастного случая сгорел «Софийский монастырь» («monasterium Sofhiae»), но слово «monasterium» в тогдашнем языке могло означать не только монастырь, но и кафедральную церковь; в этом случае речь идёт о Соборе Святой Софии (вероятно, ещё деревянной церкви, предшествовавшей построенному при Ярославе каменному храму). О Ярославе Владимировиче под 1037 году Лаврентьевская летопись говорит, что при нём «черноризци почаша множитися и монастыреве починаху быти». Николай Карамзин склонён был думать, что до Ярослава I на Руси не было монастырей, но мнение его не получило господства в науке.
В 1051 году при участии вернувшегося с Афона Антония Печерского был основан знаменитый Киево-Печерский монастырь. Согласно Киево-Печерскому патерику, основатели монастыря Антоний и Феодосий уверяли, что всякий, похороненный в монастыре, будет помилован, невзирая на его грехи. Феодосий к этому прибавил: «Се елико же вас в монастыри сем умрет, или игуменом где отослан, аще и грехи будет кто сотворил, аз имам перед Богом за то отвещати». Распространилась вера в то, что судьба души после смерти зависит от молитв живых за умерших, а молитва «непогребенных мертвецов», то есть монахов, многократно действеннее прочих молитв. В результате началась массовая передача имущества монастырям и открытие новых монастырей. Князья и бояре передавали монастырям земли с крестьянами, завещали «всю жизнь свою», то есть все свои имения.
В XII веке монастырей в Киеве было до 17, в Чернигове и Переяславе-Хмельницком по четыре, в Галиче и Полоцке по три, в Смоленскe — пять. На юге развитие монастырей задерживали постоянные набеги половцев, печенегов и других кочевых народов; искавшие уединения избирали поэтому более спокойные, безопасные места на севере России. Там, главным образом, и развивается монашество. В Новгороде в XII веке было около 20 монастырей, на территории Новгородской области — около десяти, в Ростове — два, в Суздале — четыре, во Владимире — пять и т. д.

## Монгольская эпоха
После батыева нашествия русское монашество наряду со всем народом понесло колоссальные потери. Большинство монастырей домонгольской Руси располагались в крупных городах или неподалёку от них, что сделало их добычей захватчиков и стало причиной их разгрома и разорения, повсеместно сопровождавшегося почти полным истреблением насельников. Однако наиболее драматически на дальнейшем состоянии монашеской жизни сказалась не только гибель тысяч русских иноков, но и то, что по этой причине оказалась прерванной внутренняя связь поколений. Почти на столетие были потеряны не только важнейшие навыки аскетической практики, но и преданы забвению сами принципы, лежавшие в основе монашества как особого феномена духовной жизни. Сама эпоха мало располагала к монашеской жизни: большинство монастырей лежало в развалинах, при том, что в любой момент можно было ожидать набега ордынцев, и как следствие, нового разорения обители, гибели или угона в ордынское рабство её насельников. Сведений о русских монастырях и монашествующих 2-й половины XIII — 1-й половины XIV века сохранилось ничтожно мало. Можно утверждать, что в это время на Руси почти исчезли общежительные монастыри, которые всегда являлись основой подвижнической жизни — школой, где новоначальный инок получал базовые понятия о монашестве, формировал основные навыки молитвенно-аскетической практики. В первое столетие после монгольского нашествия на Руси преобладали особножительные обители. Поскольку большинство из них были городскими или пригородными и к тому же являлись ктиторскими по своему характеру (княжескими или боярскими), обстановка в них мало способствовала аскетическим подвигам. Такие монастыри в большей степени рассматривались как родовые некрополи и места, где богатые постриженники могли тихо и мирно провести старость, встретить кончину и в дальнейшем получить место постоянной заупокойной молитвы. Помимо ктиторских, в данную эпоху существовали небольшие особножительные монастыри, которые возникали вокруг приходских храмов, когда рядом с ним строили свои кельи отдельные иноки. Со временем такая стихийно возникшая обитель упорядочивала свою деятельность и начинала принимать черты монастыря. Обитель могла быть «оптиной», то есть монастырём, где жили как женщины, так и мужчины. Это могло возникать в случае, если братия разорённого мужского монастыря находила приют в женской обители или наоборот. В условиях всеобщей разрухи это подчас была единственная возможность сохранить ту или иную монашескую общину при гибели монастыря.

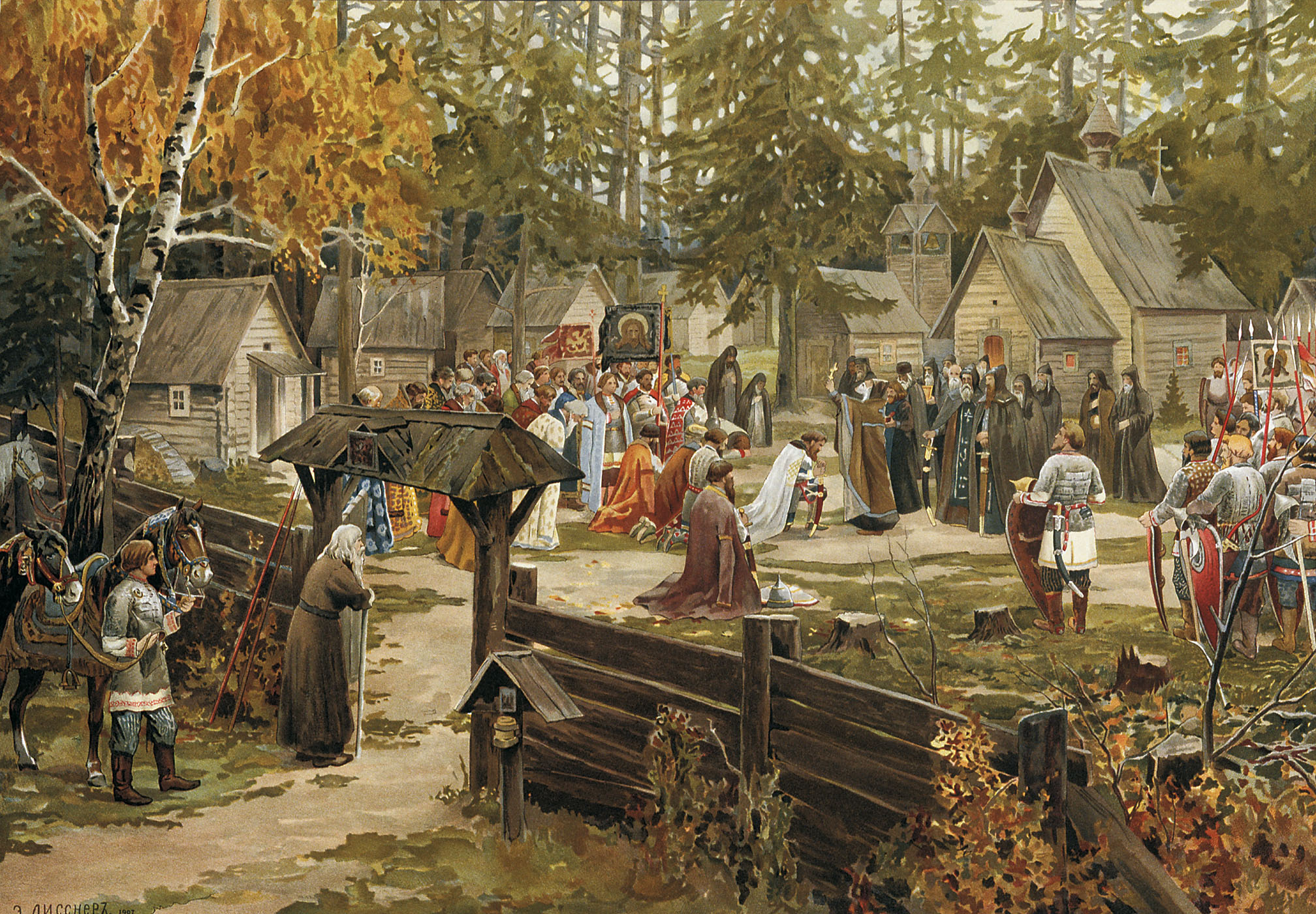
Эрнест Лисснер. «Троице-Сергиева лавра» (1907)

Лишь в середине — второй половине XIV века начинается стремительное и масштабное возрождение русского монашества, которое стало возможным прежде всего благодаря активной и целенаправленной деятельности митрополита Алексия и исключительному по своей силе и глубине подвигу Сергия Радонежского. До половины XV века, за полтора столетия, было основано до 180 новых монастырей. Увеличению числа монастырей способствовали, с одной стороны, льготы, которыми пользовалось русское духовенство от татар, с другой — усиление религиозного чувства под влиянием недавних ужасов татарского нашествия. Особое значение получает Троицкий монастырь, основанный в середине XIV века Сергием Радонежским. Из него расходились по северу России иноки, которые основывали новые монастыри. В Твери было основано 11 монастырей, в Нижнем Новгороде — 4. Дионисий Суздальский (XIV в.) основал на берегу Волги Печерский монастырь, его ученик Евфимий — Спасо-Евфимиев, а Макарий Унженский, переходя с одного места на другое, основал в костромских пределах 3 монастыря. В Новгороде по-прежнему количество монастырей было больше, чем где-нибудь в другом месте; их строили владыки, иноки и простые люди. Во время защиты города от Дмитрия Донского новгородцы сожгли вокруг города 24 монастыря. Около Пскова возникло 12 новых обителей. На севере России в это время возникли монастыри Спасо-Прилуцкий близ Вологды, Кирилло-Белозерский (1397), Соловецкий (в 1430-х гг.) и т. д. В одних монастырях насчитывалось до 300 иноков, в других было 6, 5 и даже по 2 монаха. Малые монастыри, в основном, не были самостоятельны, но зависели от больших и управлялись их настоятелями.
В некоторых монастырях монахи и монахини жили вместе; иногда женские монастыри приписывались к мужским и управлялись игуменами. Общежительное устройство монастырей не было господствующим; в значительной их части каждый монах имел своё хозяйство, жил отдельно, и только для богослужения они сходились вместе. Таким характером отличались преимущественно северные небольшие монастыри, имевшие от 2 до 10 братий.

## Московское царство
В XV—XVI века насчитывают до 300 вновь основанных монастырей. Монах свободно мог уходить из монастыря, не спрашивая ни у кого согласия, избирал себе уединённое место, строил келью, собирал несколько душ братии — и образовывался монастырь, на который не стоило уже большого труда выхлопотать пожертвования от людей благочестивых. Богатые и знатные люди иногда сами основывали свои монастыри, состоявшие в полной от них зависимости. Большие обители высылали от себя как бы монастыри-колонии — приписные монастыри, которые и оставались в их заведовании. Иногда одни монастыри приписывались к другим по распоряжению своего основателя или правительства.
В период с XV по XVII век были основаны, между прочим, следующие монастыри: в Москве и её окрестностях — Новоспасский, Николаевский на Угреши, Новодевичий; в Тверском краю — Калязинский, Троицкий Селижаров; в Смоленском — Святотроицкий Болдинский; под Казанью — Успенский Зилантов; в Новгородско-Псковской земле — Троицкий Александро-Свирский, Тихвинский Успенский, Псково-Печерский; в Двинской области — Антониев Сийский; в Белозерском краю — Нилова пустынь и другие. Почти все более или менее значительные монастыри, кроме северных, были общежительными. Некоторые обители служили как бы приходскими церквями, имели свои приходы. В 1528 году архиепископом Новгородский Макарий, впоследствии митрополит Московский, стремился ввести общежитие в северорусских монастырях, что ему отчасти и удалось. Некоторые основатели монастырей по примеру Феодосия Печерского, Кирилла Белозерского, Евфросина Псковского сами писали уставы для своих монастырей (например, Иосиф Волоцкий, Нил Сорский, Герасим Болдинский и др.), но общие основы древнерусского монастырского быта были выработаны самой жизнью, независимо от этих уставов.
Во главе монастырской общины стоял настоятель (строитель, игумен, архимандрит; в женских монастырях — строительница, игуменья) и собор из лучших братий. Настоятели обыкновенно избирались монастырским собором, но могли назначаться и епархиальным архиереем, если монастырь от него зависел. Настоятели знатнейших монастырей утверждались в своей должности, а иногда и назначались самим царём. Без благословения настоятеля ничего не могло быть предпринято монастырём, но он должен был совещаться с собором. Хозяйственная часть была сосредоточена в руках келаря, который ведал монастырские вотчины, все доходы, расходы и сборы и для этого имел многих помощников; казной монастыря заведовал казначей. Для управления сёлами посылались особые лица. Все должностные лица выбирались монастырской общиной. Письменные дела монастыря ведал дьяк или подьячий, по судебным делам монастыря ходатайствовал его стряпчий. Приём в монастыри был свободный, но от поступающего требовалось внесение известной суммы «вклада» деньгами или же другим имуществом. Только лица, внёсшие вклад, считались действительными членами монастырской общины; принятые без вклада, «Бога ради», не принимали участия в монастырской жизни и составляли тот бродячий монашеский элемент, который был так силён в древней Руси и с которым так упорно и напрасно боролась духовная иерархия. Стоглав предписал принимать в монастыри и без вклада «приходящих с верой и страхом Божиим». Тот же Стоглав уничтожил было несудимые грамоты монастырей, освобождавшие последние от суда епархиального архиерея; но на практике это уничтожение не имело значения. Подчиняясь в духовных делах своему архиерею, большая часть привилегированных монастырей находилась под покровительством князей, царя, митрополита Московского или архиереев из других епархий. Покровительство это доходило иногда до злоупотреблений, так как патроны смотрели на монастыри как на доходную статью. Монастыри, находившиеся под покровительством царя, ведались в Приказе Большого дворца, где давался им суд и велась опись их имуществу. Цари, митрополиты и архиереи, как патроны, наблюдали иногда за благочинием монастырей, писали им послания (например, послание Ивана Грозного в Кириллов Белозерский монастырь), требовали соблюдения уставов и т. п. Такой приблизительно строй жизни русских монастырей существовал и в XVII в., когда вновь возникло свыше 220 обителей.
Монастыри имели большое значение в древнерусской жизни, как экономическое, так и религиозно-просветительное. Основание монастырей служило одним из лучших средств для колонизации незаселённых местностей. Пустынножители избирали обыкновенно для своего поселения места, удалённые от человеческого жилья; возле них селился народ, и таким образом возникал посёлок, разраставшийся впоследствии в крупное поселение. Город Устюг, например, возник возле Гледенского монастыря, Ветлуга — около Варнавинского, Кашин — около Калязинского. Расширение монастырских земельных владений также способствовало колонизационной деятельности монастырей: они разрабатывали пустыри, сзывали на них жителей и заводили новые поселения. Увеличение богатств в руках монастырей способствовало их благотворительной деятельности во времена народных бедствий. В один из голодных годов Кириллов-Белозерский, например, монастырь кормил ежедневно до 600 душ, Пафнутьев — до 1000. Возле монастырей были устроены богадельни, гостиницы, больницы. Некоторые из обителей окружали себя каменными стенами и служили надёжным оплотом против неприятелей, как, например, монастыри Псково-Печерский, Соловецкий, Калязин, Тихвинский и Троицко-Сергиевская лавра.
Из монастырей выходили проповедники, которые, рискуя жизнью, шли в среду язычников и сеяли там семена христианской веры (Исаия и Авраамий в земле Ростовской, Кукша у вятичей, Герасим Вологодский в Вологодской земле, Авраамий Болгарский у булгар, Стефан Пермский, Исаак, Герасим — у пермяков и др.). Многих из них постигла мученическая смерть. Основанные некоторыми из них монастыри служили оплотом для распространения и укрепления христианства среди язычников. Коневский, например, монастырь содействовал обращению чудских племён в христианство, Мурманский — лопарей, в обращении которых позднее принимал деятельное участие и Соловецкий монастырь, и т. п.
Монастыри были также деятельными распространителями религиозного просвещения в древней Руси. На чтение и списывание книг монахи смотрели как на богоугодное дело. При монастырях рано стали заводиться библиотеки, а также и школы для обучения грамоте: грамотные люди были нужны, между прочим, для совершения богослужения. При Андреевском женском монастыре в Киеве княгиня Янка Всеволодовна завела училище для обучения грамоте девиц. В первое время в монастырях занимались главным образом переводами с греческого языка и перепиской книг с болгарских переводов. Оригинальными русскими произведениями являются по преимуществу проповедь и поучения, встречаются сказания и в повествовательном духе, а с начала XII века — и летописание.
Влияли монастыри и своим примером, как проводники в жизнь без компромиссов известных нравственных требований. Далеко не все иноки были, однако, таковы. Уже Феодосий Печерский в своих поучениях обличает иноков в лености к богослужению, в несоблюдении правил воздержания, в собирании имения, в недовольстве одеждой и пищей, в ропоте на игумена за то, что он на монастырские средства содержал сирот и бедных. С увеличением числа монастырей и с ростом их льгот увеличивалось и количество монахов, шедших в монастырь не по призванию, искавших в нём лишь более спокойной, беззаботной жизни. Само стремление к отшельничеству вело иногда к бродяжничеству и подрывало монастырскую дисциплину. Вотчинные владения монастырей также немало способствовали порче монастырских нравов: монахи становились во враждебные отношения с крестьянами, тягались по судам и т. п. Существование рядом мужских и женских монастырей, а также и общих мужско-женских обителей не могло не отражаться на целомудрии монахов и монахинь. Обычай насильственного пострижения, развившийся на Руси в XIV и в особенности в XV вв., противоречил самой идее монастыря и ещё более способствовал упадку монастырской жизни.
В XVI век жалобы на упадок нравов в монастырях, на шатанье, пьянство и разврат раздавались всё сильнее и сильнее. Стоглавый собор разрешил монастырским властям ездить по сёлам только по воскресеньям, со святой водой, или для важных земских дел. Запрещая монахам держать хмельное питьё и вести особое хозяйство, собор допустил исключение из этого правила для более знаменитых иноков и тем подорвал в корне своё распоряжение. Иноки, постриженные поневоле или из знатных фамилий, продолжали вести чисто светскую жизнь, к соблазну монастырской братии. В XVII веке было замечено, что многие монастыри возникали без видимой в них нужды и были малолюдны; их стали приписывать к архиерейским домам. Когда во второй половине XVII веке некоторые из малолюдных монастырей стали делаться распространителями старообрядчества, собор 1681 года запретил строить вновь монастыри и стремился уменьшить число существующих, закрывая их и сводя в большие, общежительные. Соборы 1667 и 1681 годов, чтобы уменьшить число тунеядцев и вообще постригающихся в монастыри ради материальных выгод, постановили совершать пострижение только в монастырях и после законного искуса (раньше нередки были пострижения в частных домах от разных бродячих монахов, нередко даже самозванцев); запрещено было постригать супругов без взаимного их согласия; бродячих монахов велено было ловить и заключать в монастыри для исправления. Чтобы уединить женские монастыри от мира, собор 1681 года запретил монахиням вступаться в управление своими вотчинами: они должны были держать для этого особых доверенных людей.

## Синодальный период

### XVIII век
При Петре I (1682—1725) положение русских монастырей серьёзно осложнилось, так как он видел в монашествующих консервативных противников своих глобальных преобразований. Пётр I смотрел на монахов как на людей, которые «поедают чужие труды», от которых являются, сверх того, «забобоны, ереси и суеверия». Регламент духовной коллегии содержит в себе постановление не строить без разрешения государя и Святейшего Синода новых монастырей, старые сводить вместе, а церкви их обращать в приходские. Синод должен был искоренять предрассудок русских людей, будто можно было спастись только через пострижение.
В 1723 году был издан указ, вовсе запрещавший пострижение монахов; на убылые места было повелено помещать в монастыри инвалидов, нищих, калек. Указ этот, грозивший уничтожением монашества в России, был, впрочем, скоро отменён. Чтобы прекратить бродяжничество монахов, запрещён был переход из одного монастыря в другой; архиереи, принося присягу, обещались не допускать бродяжничества монахов; священники должны были ловить бродячих монахов и представлять их в архиерейский дом; для поимки их наряжались особые сыщики из Монастырского приказа, из чиновников гражданских и военных. Настоятелями монастырей могли быть назначаемы только лица, известные правительству, причём они обязывались не держать в монастырях «затворников-ханжей» и других распространителей суеверий. Монахам запрещалось держать чернила и писать что-нибудь без ведома настоятеля. Монах мог отлучаться из монастыря не более четырёх раз в год и то с особого каждый раз разрешения настоятеля; не иначе как с дозволения последнего и только при свидетелях мог он принимать гостей.
Такие строгие меры Петра против монашества объясняются, главным образом, тем, что среди монахов Пётр I встретил наиболее сильное и упорное противодействие своим реформам. Если при Петре монастыри не были окончательно уничтожены, то по следующим двум основаниям, высказанным в «Объявлении»: 1) они должны были служить для удовлетворения религиозной потребности некоторых лиц, стремящихся к уединению, и 2) в них избранные монахи должны были приготовляться к высшим духовным должностям. Для этого при монастырях должны были учреждаться учёные братства, школы. Неучёные монахи должны были заниматься каким-нибудь трудом — столярным, иконописным и т. п.; монахини должны были прясть, вышивать, плести кружева. При монастырях предполагалось открыть также больницы, богадельни и воспитательные дома.
При Анне Иоанновне был возобновлён закон об уменьшении числа монахов. Было запрещено постригать кого бы то ни было, кроме вдовых священников и отставных солдат; наличных монахов велено было переписать. Перепись эта, произведённая в 1732 году, открыла массу постригшихся вопреки указам: их велено было расстригать и отдавать в солдаты. По свидетельству Синода, в 1740 году в монастырях оставались только дряхлые и старики, ни к какому богослужению не способные. Синод опасался, как бы монашество и вовсе не прекратилось на Руси.
Законы Петра I были несколько смягчены при Елизавете Петровне. В 1760 году было разрешено постригаться в монашество лицам всех сословий. К началу царствования Екатерины II в России насчитывалось до 1072 монастырей.
В 1764 году были введены штаты, и число монастырей значительно уменьшилось (см. Монастырские вотчины). Здания закрытых монастырей обращались в казармы, госпитали и т. п. Новые монастыри строились только с высочайшего разрешения. Число монахов во многих монастырях вследствие скудности их средств не увеличивалось и даже уменьшалось, часто не достигая цифры, положенной по штатам. Во всех монастырях Синод старался вводить общежитие с целью способствовать поднятию монастырской нравственности.
Согласно «Духовным штатам», изданным Екатериной II 26 февраля 1764 года, все монастыри, владевшие вотчинами и не упразднённые, за исключением лавр (Троице-Сергиевская и Киево-Печерская) и тех из них, которые сделаны были кафедральными, то есть предназначены для архиереев (Александро-Невский, Чудов, Рождественский-Владимирский, Ипатьевский, Спасо-Преображенский, Новгород-Северский), были разделены на три класса и в них была установлена норма штатных монахов и монахинь.
В мужских монастырях I класса полагалось 33 монаха, во второклассных — по 17, а в третьеклассных — по 12 монахов; в первоклассных женских монастырях было, по штату, от 52 до 101 монахини, а во второ- и третьеклассных монастырях монахинь положено по 17. Всех монастырей, пустыней и скитов в одних только великороссийских губерниях в 1762 г. состояло 881, из них мужских 678 и женских 203; по штатам же 1764 года положено:
| Класс     | Мужские | Женские |
| --------- | ------- | ------- |
| I         | 16      | 4       |
| II        | 41      | 18      |
| III       | 100     | 45      |
| Заштатные | 161     | —       |
| Итого     | 318     | 67      |

Упразднено, таким образом, 496 монастырей (56,3 %), из них мужских 360 (53,1 %) и женских 136 (67 %). После того, как штаты, в 1786 году, были введены в Киевском, Черниговском и Новгород-Северском наместничествах, а в 1793—1795 годы — во вновь присоединённых губерниях Минской, Подольской, Волынской, Ковенской и Гродненской действию штатов подверглось всего 1052 монастыря (по изысканиям В. В. Зверинского, в России в разное время существовало, но ещё до воцарения Екатерины II закрылось ещё 910 монастырей), которые были распределены по следующим группам:
| Группа       | Мужские | Женские | Всего |
| ------------ | ------- | ------- | ----- |
| Лавры        | 2       | —       | 2     |
| Кафедральные | 6       | —       | 6     |
| I класса     | 22      | 6       | 28    |
| II класса    | 51      | 25      | 76    |
| III класса   | 109     | 51      | 160   |
| Заштатные    | 186     | 9       | 195   |
| Приписные    | 12      | —       | 12    |
| Упразднённые | 445     | 128     | 573   |
| Итого        | 833     | 219     | 1052  |

Из среды монашествующих в этот период начинает выделяться учёное монашество, пользующееся определёнными льготами и составляющее как бы привилегированный класс монашества. Для него в 1766 году были отменены указы Петра I, запрещавшие при монастырском общежитии иметь частную собственность и распоряжаться ею, между прочим, посредством духовных завещаний. Кроме содержания от монастырей, учёные монахи получали также жалованье от школ, в которых состояли преподавателями. В 1799 году издано повеление причислять их, по заслугам, в качестве соборных иеромонахов к соборам богатых монастырей с правом пользования кружечными доходами.

### XIX век

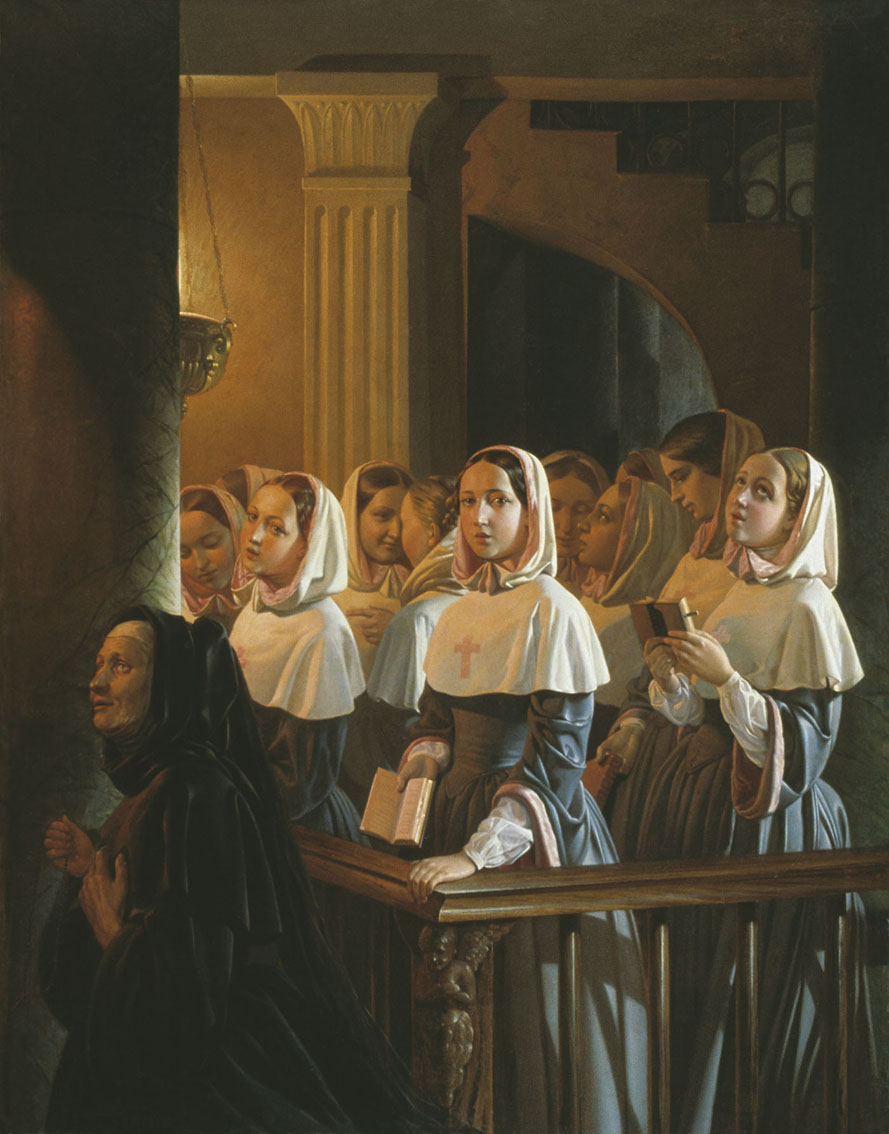
Николай Зацепин. Монастырки на клиросе. 1852

При Александре I, относившемся вообще с большими симпатиями к монашеству, положение последнего значительно улучшилось. Городские имущества монастырей освобождены от платежей и повинностей (кроме фонарной и мостовой), а недвижимые имущества вне городов — от платежа оброчных денег в казну. С 1812 года монастырские имущества были освобождены от сборов, установленных манифестом 11 февраля в момент самой настоятельной нужды государства в деньгах. Все это вело к увеличению числа монахов.
В XIX веке штатных монастырей, в смысле штатов 1764 года, то есть с определённым содержанием от казны, учреждалось весьма немного, но общее число монастырей сильно возросло. Прежде всего значение в этом отношении имело присоединение новых областей (Грузия, Бессарабия), в которых уже раньше существовали православные монастыри, затем обращение некоторых старообрядческих скитов в единоверческие монастыри, а греко-униатских монастырей — в православные. Из записки об упразднении греко-униатских монастырей (см. Базилиане), относящейся к 1828 году (напеч. в «Русской старине» 1870 г. № 6), видно, что в то время существовали ещё в западных губерниях 83 базилианских монастыря; до упразднения унии в 1839 года обращены в православные 21 монастырь, из которых впоследствии в разное время закрыты 5. Из 12 монастырей, существовавших к концу XX века в Волынской губернии, 10 (в том числе и Почаевская лавра) находились некогда в руках униатов.
Всего более содействовало увеличению в течение XIX века числа монастырей в России учреждение так называемых женских общин, отличающихся от общежительных монастырей только тем, что члены общины, не принимая монашеских обетов, исполняли все правила, установленные для послушниц или белиц настоящих монастырей. Обыкновенно настоятельницей общины являлась монахиня. Начало возникновения женских общин относится к XVIII веку и совпадает с изданием монастырских штатов. Случалось, что при упразднении монастыря и переводе монахинь в оставленные по штатам монастыри часть послушниц, за недостатком места в монастырях, не покидала своих келий при бывших монастырских церквях, часть же удалялась в другие места, селилась около приходских или кладбищенских церквей, исполняя обязанности просфирниц и церковных сторожей. И в том, и в другом случае женщины эти продолжали жить по монашескому уставу, и к ним присоединялись новые. В первое время своего существования общины развивались без всякого внешнего контроля, но мало-помалу на них стали обращать внимание духовные и светские власти, а затем принимать их под своё покровительство. К старейшим общинам принадлежит Алексеевская в Арзамасе, возникшая тотчас по упразднении в 1764 году местного Алексеевского женского монастыря, но признанная властями лишь в 1842 году.
В 1-й половине XIX столетия на пожертвования частных лиц и обществ стали учреждаться богадельни, в которых вводился общежительный устав. Нередко во главе таких учреждений становились сами основательницы, например, вдова убитого при Бородине генерала Тучкова, устроившая Спасско-Богородицкую общину.
Кроме того, в XIX веке правительство само устраивало женские общины, главным образом в видах миссионерских (Лесненская Богородицкая община в Царстве Польском). Общины часто переименовывались в общежительные монастыри, иногда с причислением к одному из штатных классов, причём ставится вновь возникаемому монастырю условием, чтобы он учредил какое-либо богоугодное заведение: богадельню, приют, лечебницу, школу и т. п. Всего таких общин в разное время по 1 июля 1896 года возникло (вернее — признано) 156, и из них в общежительные женские монастыри переименованы 104 (67,53 %). В это число входят и две общины сестёр милосердия: Владычне-Покровская в Москве и Иоанно-Ильинская в Пскове, которые также находились в ведении духовного начальства и управляются игуменьями. Следующие данные показывают постепенный, особенно усилившийся в рост как числа женских общин, так и числа монастырей, из них образованных:
| Годы образования | Возникло общин | Обращены в монастыри |
| ---------------- | -------------- | -------------------- |
| до 1850          | 21             | 6                    |
| 1851—1860        | 17             | 12                   |
| 1861—1870        | 35             | 12                   |
| 1871—1880        | 26             | 13                   |
| 1881—1890        | 32             | 36                   |
| 1891—1896        | 25             | 25                   |

Ввиду многочисленности вновь возникающих общин и монастырей Святейшему Синоду в 1881 году предоставлено окончательно решать дела об учреждении женских общин и монастырей, без назначения окладов содержания от казны, не повергая вопроса о том на высочайшее усмотрение. Всех монастырей, пустыней, скитов и женских общин (не считая немногочисленных приписных монастырей, в которых живёт только несколько монахов для отправления богослужения) в России к 1 июля 1896 году существовало 789. Из них 495 мужских, в том числе 4 лавры, 64 архиерейских дома, 7 ставропигиальных, 54 первоклассных, 67 второклассных, 115 третьеклассных и 184 неклассных. Из 294 женских монастырей 19 первоклассных, 33 второклассных, 76 третьеклассных и 166 неклассных.

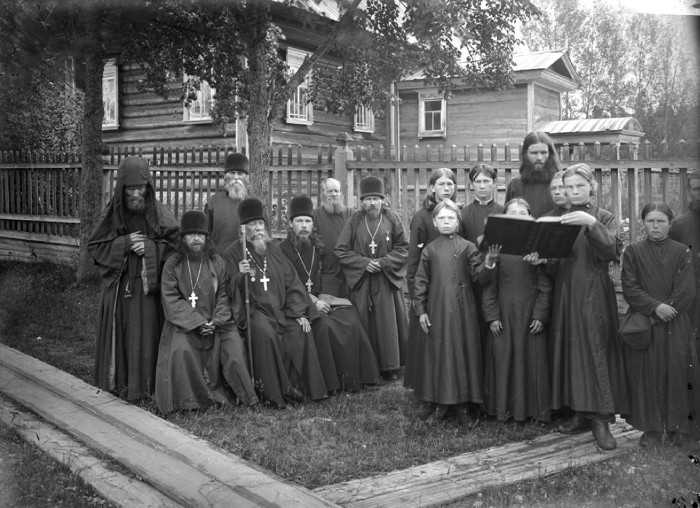
Группа монахов с настоятелем Филаретом в Благовещенском Керженском единоверческом мужском скиту.

Среди 789 монастырей было 15 единоверческих монастырей (8 мужских и 7 женских), именно: 3 иргизских, 3 керженских, 2 в Новозыбковском уезде Черниговской губернии (Покровский мужской I кл. и Малино-Островский женский заштатный) и по одному в губерниях: Костромской (Высоковский-Успенский мужской III кл.), Могилевской (Чонско-Макарьев-Успенский мужской III кл., к нему один монастырь приписан), Уфимской (Воскресенский мужской в Златоустовском уезде), Таврической (Корсунский мужской), Владимирской (Всехсвятский женский общежительный в Шуе), Московской (Кладбищенский женский общежительный в Москве) и области Уральской (Покровский женский общежительный в Уральске). Первые 11 (кроме Воскресенского) обращены в единоверческие монастыри в первой половине XIX столетия из старообрядческих скитов, последние три возникли самостоятельно во второй половине XIX столетия.
Распределяя существующие к концу XIX века в России монастыри по времени их основания и отбросив 64 архиерейских дома, получим, что монастырей основано:
| №   | Время основания | Кол-во | %      |
| --- | --------------- | ------ | ------ |
| 1.  | неизвестно      | 21     | 2,9 %  |
| 2.  | XI век и ранее  | 19     | 2,6 %  |
| 3.  | XII век         | 19     | 2,6 %  |
| 4.  | XIII век        | 20     | 2,8 %  |
| 5.  | XIV век         | 44     | 6 %    |
| 6.  | XV век          | 53     | 7,3 %  |
| 7.  | XVI век         | 90     | 12 %   |
| 8.  | XVII век        | 145    | 20 %   |
| 9.  | XVIII век       | 73     | 10,1 % |
| 10. | XIX век         | 241    | 33 %   |

Из 241 монастырей и женских общин, учреждённых в XIX столетии, приходится на царствования императоров:
| №  | Правление      | Кол-во | %      |
| -- | -------------- | ------ | ------ |
| 1. | Александра I   | 9      | 3,7 %  |
| 2. | Николая I      | 43     | 18 %   |
| 3. | Александра II  | 107    | 44,7 % |
| 4. | Александра III | 74     | 30,1 % |

Население монастырей делилось на 2 класса: на монашествующих, которые принимают монашеские обеты, теряют своё светское звание и составляют особое сословие, и на послушников и послушниц (бельцы, белицы), большей частью молодых, которые только готовятся к принятию иночества, составляют главную рабочую силу монастырей и в случае изменения своего намерения свободно могут покинуть монастырь.
Среднее число монашествующих, послушников и послушниц в год каждого пятилетнего периода выражается следующими цифрами:
| Годы    | Монахов | Послушников | Монахинь | Послушниц | Всего |
| ------- | ------- | ----------- | -------- | --------- | ----- |
| 1840—44 | 5035    | 3644        | 2185     | 4871      | 15735 |
| 1845—49 | 5056    | 4337        | 2318     | 5433      | 17144 |
| 1850—54 | 5044    | 5088        | 2346     | 6523      | 19001 |
| 1855—59 | 5324    | 5528        | 2486     | 7268      | 20606 |
| 1865—69 | 5645    | 5582        | 3015     | 9467      | 23709 |
| 1870—74 | 5756    | 5271        | 3338     | 11146     | 25511 |
| 1875—79 | 6323    | 4160        | 4253     | 11734     | 26470 |
| 1880—83 | 6780    | 4051        | 5046     | 13858     | 29735 |
| 1888—91 | 7074    | 5356        | 7157     | 19465     | 39052 |

Средний процентный прирост рассматриваемых категорий населения монастырей в каждый последующий период против предыдущего таков:
| Годы    | Монахов | Послушников | Монахинь | Послушниц |
| ------- | ------- | ----------- | -------- | --------- |
| 1845—49 | +0,42   | +19,02      | +6,09    | +11,54    |
| 1850—54 | —0,24   | +17,32      | +1,64    | +20,06    |
| 1855—59 | +5,55   | +8,65       | +5,97    | +11,42    |
| 1865—69 | +6,05   | +0,97       | +21,20   | +30,25    |
| 1870—74 | +1,98   | —5,57       | +10,71   | +17,74    |
| 1875—79 | +9,85   | —21,08      | +27,41   | +5,28     |
| 1880—83 | +7,23   | —2,60       | +18,65   | +18,10    |
| 1888—92 | +4,33   | +34,68      | +41,84   | +40,40    |

Таким образом, число монахов, монахинь и послушниц, особенно последних, хотя и неравномерно, увеличивалось постоянно, рост же числа послушников во второй половине 1850-х годов сильно сократился, в 1860-х годах почти прекратился, в 1870-х и в первой половине 1880-х годов число их уменьшалось, особенно резко во второй половине 1870-х годов, но в конце 1880-х годов и в начале 1890-х годов число послушников значительно увеличилось. Прекращение роста числа послушников совпадает и с освобождением крестьян, а значительное уменьшение числа их — со введением всеобщей воинской повинности в 1874 году. С 1840 по 1892 года число монахов возросло на 40,50 %, послушников на 47 %, монахинь на 227,55 %, послушниц на 299,61 %. В 1840 году на 1 муж. монастырь приходилось средним числом по 13 монахов и по 9 послушников, в 1892 году — по 15 монахов и по 12 послушников. Отношение между штатным и наличным числом монахов и монахинь в разные периоды видно из нижеследующих данных:
| Годы | В мужских монастырях | В мужских монастырях | В мужских монастырях                            | В женских монастырях | В женских монастырях | В женских монастырях                             |
|      | По штату положено    | Налицо состояло      | Разница между числом штатных и наличных монахов | По штату положено    | Налицо состояло      | Разница между числом штатных и наличных монахинь |
| ---- | -------------------- | -------------------- | ----------------------------------------------- | -------------------- | -------------------- | ------------------------------------------------ |
| 1840 | 4248                 | 3121                 | —1127                                           | 2000                 | 1945                 | —55                                              |
| 1849 | 4302                 | 3089                 | —1213                                           | 2109                 | 2179                 | +70                                              |
| 1859 | 4481                 | 3280                 | —1201                                           | 2364                 | 2132                 | —232                                             |
| 1869 | 4439                 | 3389                 | —1050                                           | 2489                 | 2253                 | —236                                             |
| 1879 | 4383                 | 3668                 | —715                                            | 2487                 | 2914                 | +427                                             |
| 1889 | 4167                 | 3612                 | —555                                            | 2941                 | 3996                 | +1055                                            |
| 1890 | 4337                 | 3741                 | —596                                            | 2843                 | 4040                 | +1197                                            |
| 1891 | 4512                 | 4345                 | —167                                            | 2912                 | 4197                 | +1285                                            |
| 1892 | 4531                 | 4385                 | —146                                            | 2896                 | 4168                 | +1272                                            |

Таким образом, в мужских монастырях постоянно оставался запас штатных мест, хотя и он постепенно уменьшался, тогда как женские штатные монастыри с 70-х годов были переполнены, что объясняется возведением нештатных женских монастырей в штатные, но без выдачи казённого содержания. В 1893 года обер-прокурор Святейшего Синода испросил высочайшее повеление о предоставлении ему права увеличивать, сверх существующих штатов, число монашествующих в таких монастырях, где на это имеются местные монастырские средства. При этом были мужские монастыри, в которых штаты заполнены. С другой стороны, есть монастыри с крайне незначительным числом монашествующих. Так, по отчёту местного преосвященного, «Кондинский Троицкий мужской миссионерский монастырь Тобольской губернии пришёл в крайний упадок, и миссионерская деятельность его совершенно прекратилась по причине недостатка братии и совершённой невозможности приискания монахов в столь отдалённую и находящуюся в суровом климате обитель», почему в 1891 году монастырь этот был преобразован в женскую общину.
В XIX веке все монастыри в России разделялись на общежительные и необщежительные, штатные и заштатные. В общежительных монастырях монахи все необходимое получают от монастыря, а свой труд по священнослужению в монастыре и разным монастырским «послушаниям» по назначению настоятелей предоставляют в пользу монастыря; ни монахи, ни должностные лица с настоятелем во главе не могут здесь ничем располагать на правах собственности; настоятели избираются самими монашествующими (имеющими полное монашеское посвящение). В монастырях необщежительных монахи, имея общую трапезу от монастыря, одежду и все прочее, необходимое для инока, приобретают сами на даваемое им жалованье или на доходы от богослужений и от разного вида монастырского «трудоделания», произведения которого могут идти в продажу (например, выделка крестиков, икон и т. д.). Настоятели в эти монастыри назначаются епархиальным архиереем с утверждения Святейшего Синода. Штатными монастырями называются те, которые получают содержание в известных определённых размерах и имеют в своём составе число монашествующих, определённое по штату. Они разделяются на три класса по размерам выдаваемого им содержания и по степени прав. В первом классе некоторыми особенными привилегиями и правами выделяются четыре лавры и семь монастырей ставропигиальных (Соловецкий, Симонов, Донской, Новоспасский, Воскресенский — именуемый Новый Иерусалим, Заиконоспасский и Спасо-Яковлевский). Название ставропигиальных производят от слов σταύρος — крест и πήγνυμι — водружаю, и объясняют его в том смысле, что при учреждении их крест в них водружён был самими патриархами, в непосредственном управлении которых некоторые из них сначала находились. Их преимущества ныне состоят в некоторых архиерейских особенностях богослужения их архимандритов (например, в праве осенять народ во время литургии трикирием и дикирием) и в том, что они изъяты из подсудности епархиальных архиереев, находясь в непосредственном заведовании Святейшего Синода или московской синодальной конторы (московские ставропигиальные монастыри). В управлении хозяйственными делами лавр принимает участие так наз. «духовный собор» из старейших монашествующих, а во всех прочих монастырях в управлении хозяйством настоятелю содействует «старейшая братия». Внутренний строй монашеской жизни всех монастырей регламентирован общими монашескими правилами, особыми уставами и «инструкцией благочинному монастырей». При некоторых из первокл. монастырей имеются, в некотором отдалении от них, в местах уединённых, по нескольку келий для более строгой подвижнической жизни, совокупность которых носит название скита (таковы, например, Анзерский скит Соловецкого монастыря, Гефсиманский — Троице-Сергиевой лавры и др.). Заштатными м-ми называются монастыри, не получающие жалованья и существующие на доходы, добываемые священнослужением и трудами самих монахов.
Наряду с умножением числа монастырей в XIX веке, возникали предположения и о реформе их. В 1869 году Святейший Синод разослал епархиальным архиереям для обсуждения записку, в которой признавалось необходимым реформировать монастыри с целью устранить на будущее время в обществе и литературе нарекания, направленные против монастырей. Главным основанием для таких нареканий служат указания на мирской образ жизни, господствующий во многих монастырях, с их землями, домами, лавками, промыслами, торговлей. В записке проектировалось ввести во всех монастырях так называемое общежитие. К той же цели направлены разнообразные частные меры Святейшего Синода. Не говоря уже о женских общинах, переименовываемых в общежительные монастыри, во вновь учреждаемых с середины XIX века мужских и женских монастырях вводится общежитие, необщежительные и штатные монастыри учреждаются, главным образом, на окраинах; некоторые из старых монастырей обращаются в общежительные. Всех общежительных монастырей к 1 июля 1896 года было сравнительно немного: 46 мужских (из них 11 на Кавказе) и 101 женский. В 1892 году при всех православных монастырях было 134 больницы на 1593 кровати, из них 24, на 286 кроватей — на иждивении частных лиц и обществ, а 110, на 1307 кроватей — на иждивении казённом и м-ском. Богаделен состояло 84, на 1237 лиц; из них 28, на 459 лиц — на иждивении частных лиц и обществ, а 56, на 778 лиц — на иждивении казённом и м-ском. Ср. Д—в, «Вопрос о реформе монастырей» («Вестник Европы», 1873, № 8); «Статистический временник Российской империи» (серия III, вып. 18, СПб., 1887); отчёты обер-прокурора Святейшего Синода.
В конце XIX века монастыри (не считая архиерейских домов) находятся почти во всех губерниях и областях империи. Не было вовсе в Привислянском крае, кроме Седлецкой и Сувалкской губерниях, а также на Южных окраинах России в Бакинской, Елизаветпольской, Эриванской губерниях и Карсской и Дагестанской областях.
В прибалтийских губерниях существовали: с 1816 года Рождество-Богородицкий женский III класса монастырь в местечке Иллуксте Курляндской губернии, с приписным к нему заштатным Якобштадским Духовым монастырем; с 1891 года Пюхтицкий Успенский женский общежительный монастырь в Везенбергском уезде Эстляндской губернии; с 1892 года Свято-Троицкая женская община в Риге, с 1896 года — Алексеевский мужской II кл. монастырь там же.
В Финляндской епархии, в Выборгской губернии, существуют мужские монастыри Валаамский-Преображенский и Коневский, с 5-ю приписанными к ним скитами, а с 1895 года ещё Свято-Троицкая Линтульская женская община.
Из сибирских губерний и областей монастырей к концу XIX века не было только в Амурской области.
В Степном генерал-губернаторстве открыт в 1885 году Троицкий Иссык-Кульский мужской миссионерский монастырь (Семиреченская область), а в Туркестанском крае существовала с 1894 года женская община близ Ташкента.
Из 725 монастырей на Европейскую Россию приходилось 653, или 90 %, на Кавказ — 36, или 5 %, на Царство Польское — 3, или 0,4 %, на Финляндию — 3, или 0,4, на азиатские владения — 30, или 4,1 %.
Наибольшее число монастырей находится в губерниях: Московской (54 монастыря), Новгородской (39), Владимирской (30), Тверской (27), Нижегородской (26), Ярославской (24), Вологодской (20), Киевской (20), Тамбовской (20), Костромской (16). Приблизительно 37 % всех монастырей было расположено в городах (свыше 28 % всех мужских и свыше 51 % всех женских монастырей). На Кавказе почти все монастыри были расположены в стороне от городов, в Сибири — преимущественно в городах.
В 1892 году всё население монастырей составляло 42 940 человек (7464 монаха, 6152 послушника, 7566 монахинь и 21 758 послушниц), а так как число всех православных жителей в России в отчёте обер-прокурора Святейшего Синода за тот же 1892 года определяется в 73 888 641 чел. (36 671 068 мжч. и 37 217 583 жнщ.), то монастыри составляют 0,06 % всего православного населения России (0,04 % мужского и 0,08 % женского населения).

### Начало XX века

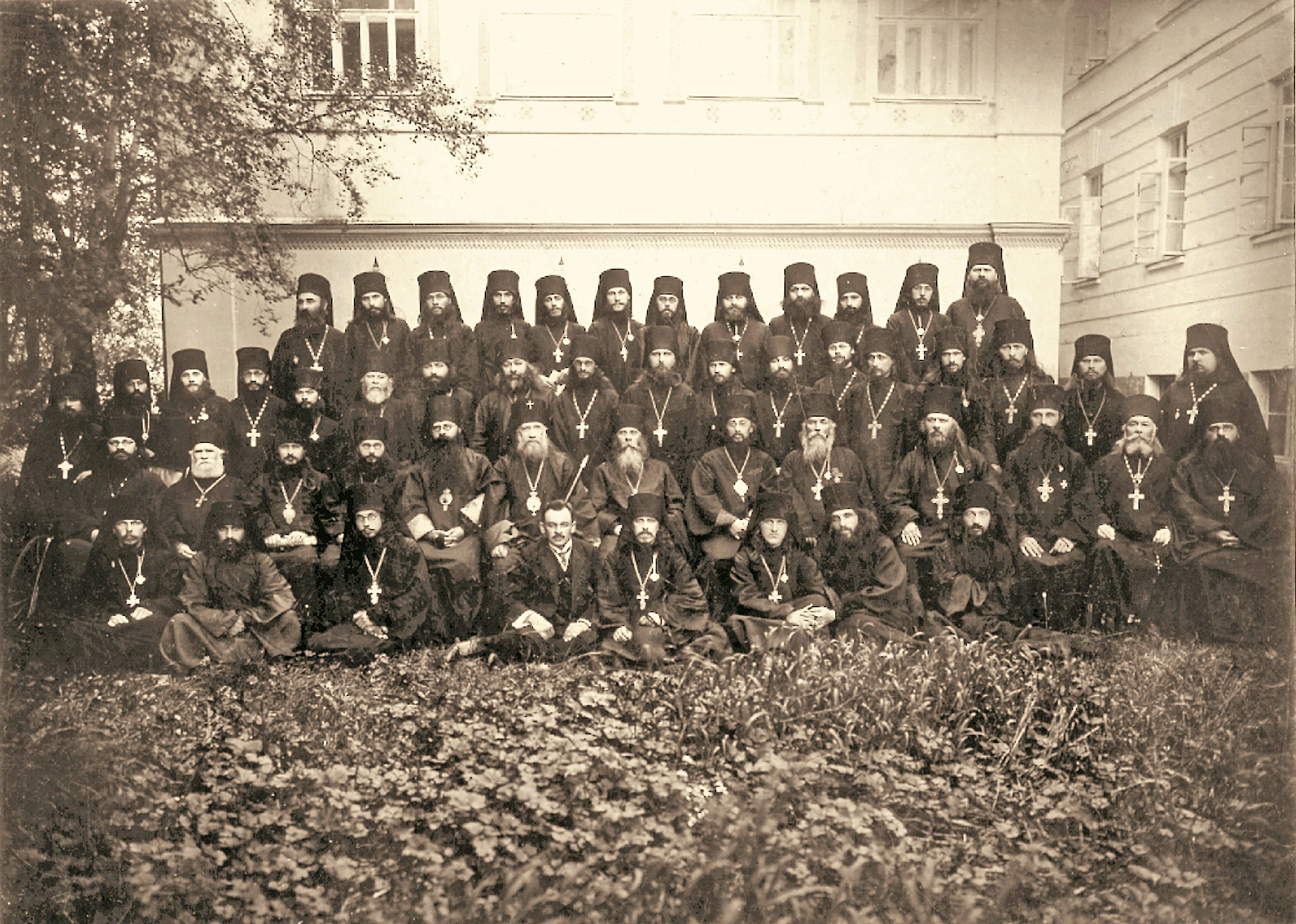
Архиепископ Тихон (Беллавин) с делегатами Всероссийского съезда учёного монашества. Троице-Сергиева лавра. 20 июля 1917 года

По данным Леонида Денисова, на 1 декабря 1907 года в Русской православной церкви насчитывалось 1105 монастырей. Из них 540 мужских (самостоятельных — 438, приписных — 102), 34 монастырских, архиерейских и патриарших подворий, 76 архиерейских домов, 367 женских монастырей (самостоятельных — 345, приписных — 22), 61 женская община, 20 подворий и отделений женских монастырей и общин. Общее количество монашествующих обоего пола в России составляло 90 403 человека, из них 24 444 мужчины (монахов и послушников) и 65 959 женщин (монахинь и послушниц).
По отчёту обер-прокурора Священного синода, в Российской империи количество монастырей с 1902 по 1912 год увеличилось с 791 до 914, те есть за 10 лет возникли 123 монастыря. Это значит, что в среднем каждый месяц открывался новый монастырь.
5-13 июля 1909 года в Троице-Сергиевой лавре прошёл Всероссийский монашеский съезд, на котором была выработана обширная программа по искоренению главных пороков монастырской жизни.
По официальным данным, опубликованным в Петроградских ведомостях, на 1913 год в Российской империи было 985 монастырей, из них 529 мужских и 456 женских, всего — 91 651 человек, из которых 10 998 монахов и 10 203 послушника, 15 000 монахинь и 55 450 послушниц.
К 1917 году в Российской империи было около ста тысяч монашествующих вместе с послушниками, трудниками и послушницами.

## Советский период

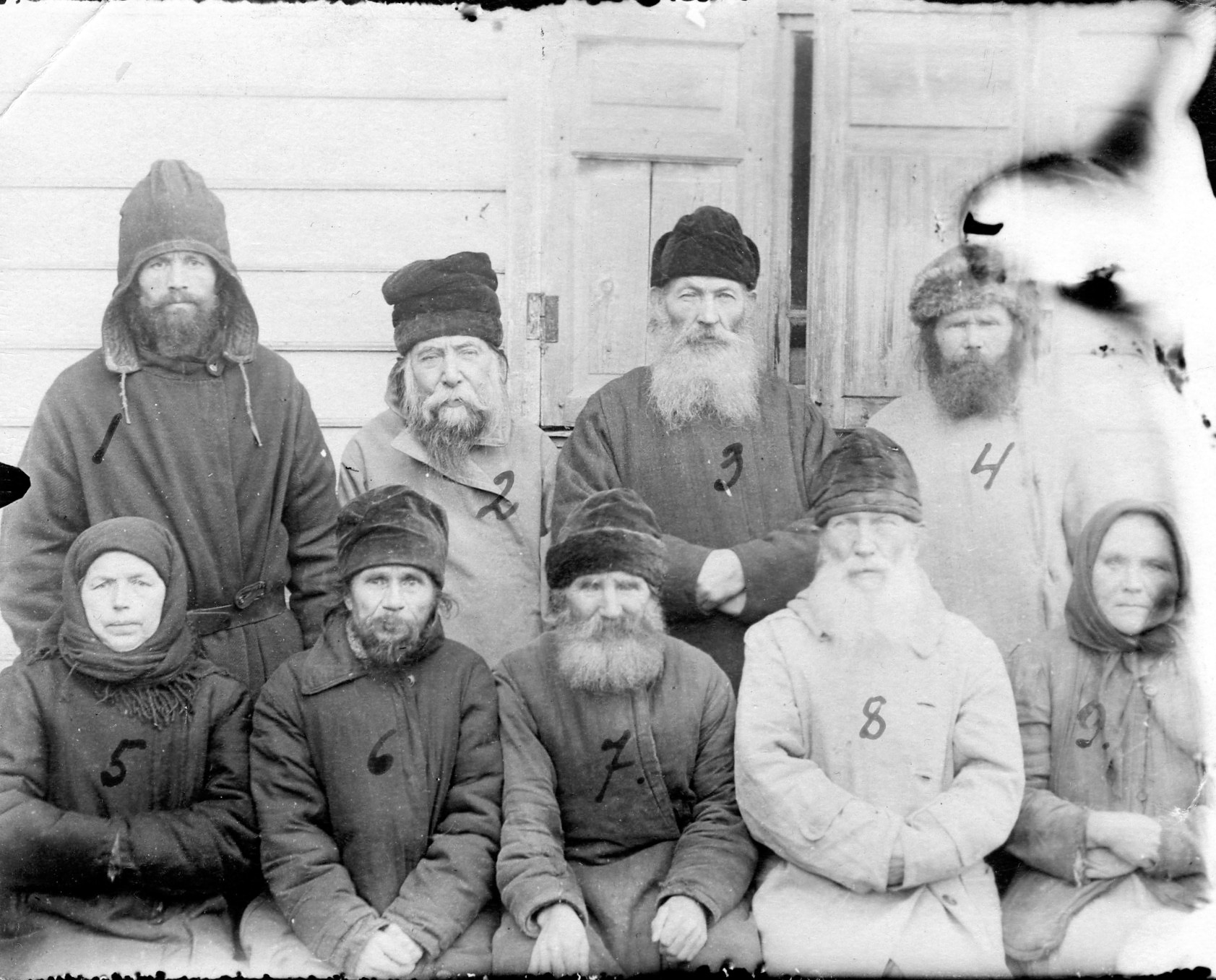
Братия Кирилло-Челмогорского монастыря, около 1932 года

После октябрьской революции 1917 года для монашества наступили тяжёлые времена. Именно монастыри первыми среди религиозных общин столкнулись с лишением легального статуса в новом государстве. Они изначально рассматривались советскими властями только как хозяйственные организации. Провозглашенная в начале 1918 года национализация церковного имущества послужила юридическим основанием для ликвидации обителей. Сохранение некоторых монашеских общин через формальное преобразование в сельскохозяйственные артели лишь на время задержало их ликвидацию. В инструкции Наркомзема и Наркомюста РСФСР от 30 октября 1919 года говорилось, что монахи и священнослужители не могут являться членами трудовых земледельческих артелей, как лица, лишенные избирательных прав («лишенцы»). Основная часть монастырей, сохранявшихся в виде легальных земледельческих товариществ, была закрыта в 1919—1921 годы. По оценкам историка Алексея Беглова, вероятнее всего, к 1929 году легальных монастырей на территории РСФСР и СССР не осталось.
Ответом Церкви на это стало распространение монашества в миру. После закрытия монастырей большая часть иноков так или иначе продолжала вести монашескую жизнь. Нелегальные «домашние монастыри» появлялись обычно недалеко от закрытых обителей, в окрестных сёлах и городах. Некоторые покупали в складчину дома в городах и сёлах и жили общинками в четыре-пять человек, продолжая соблюдать монашеские обеты. Вместо одного большого монастыря создавались как бы раздробленные монашеские общины, которые сохраняли принципы общежительного жития. Примером могут служить монахи и монахини Зосимовой пустыни, Дивеева и других. Помимо нелегальных общин, основанных насельниками и насельницами закрытых монастырей, существовали новые общины, которые возникали благодаря стремлению к духовному аскетическому опыту молодых людей, не имевших до революции практики монашеской жизни. Уже изначально такие общины образовывались как тайные. Максимальное количество «мирских монахов» наблюдалось в 1937—1941 годах, когда в СССР сама Православная церковь была под угрозой полного исчезновения, чему помешала только Великая Отечественная война.
Власть стремилась ликвидировать не только легальные, но и тайные монастыри. Насельники и насельницы выявленных тайных монастырей подвергались арестам и ссылкам. По окончании сроков заключения многие из них возрождали свои общины, поэтому традиции закрытых обителей не были прерваны.
По словами игумена Феофилакта (Безукладникова), «…монашеская жизнь не угасала. <…> иноки подвизались и на приходах, а также существовало монашество в миру, когда человек тайно принимал постриг, и никто даже из его ближних об этом не знал. Человек ходил на работу, и хотя внешне не мог носить монашескую одежду, он жил по монашеским принципам. Порой он только оставлял записку о своём монашестве для родных, которую находили после его смерти, а часто и записки не было. И сколько было таких тайных монашествующих, знает только один Бог».
Сохранились в этот период те монастыри, которые оказались вне СССР: Почаевская лавра и Яблочинский монастырь в Польше, Псково-Печерский монастырь и Пюхтицкий монастырь в Эстонии, Валаамский, Коневский и Линтульский монастыри в Финляндии, Виленский Свято-Духов монастырь в Литве, Свято-Тихоновский монастырь в США, русские монастыри на Святой Земле (хотя для последних в связи с прекращением паломничества настали суровые времена) и многие другие. Вместе с тем представители белой эмиграции основывали и новые монастыри. Как правило, это были небольшие обители. Среди наиболее известных следует отметить Казанско-Богородицкий монастырь в Харбине (1922—1960-е), монастырь Преподобного Иова Почаевского в Ладомировой (1924—1946), Свято-Троицкий монастырь в Джорданвилле (1930), Покровский монастырь в Бюсси-ан-От (1938). Значительное число русских монахов в межвоенный период жили в Югославии и Болгарии, пополнив тамошние монастыри, а монахини бывшей Ленсинской обители способствовали возрождению женского монашества в Сербии.
Согласно Договору о ненападении между Германией и Советским Союзом к СССР были присоединены территория Прибалтики, Западной Украины, Западной Белоруссии, Северной Буковины и Молдавии. Благодаря этому в СССР появились действующие монастыри. К началу Великой Отечественной войны Русская церковь имела всего около 3021 прихода и 46 монастырей, священнослужителей насчитывалось 6376 человек, но почти все они были на Западе страны.
В сентябре 1943 года Совет народных комиссаров СССР разрешил избрание патриарха, открытие приходов, духовных школ и монастырей. Стали возвращать священнослужителей из лагерей и ссылок. С февраля 1944 года началась массовая передача Церкви ранее реквизированных культовых зданий. На октябрь 1945 года на территории СССР было зафиксировано 75 монастырей, из которых 42 женских и 33 мужских, большинство из которых были общежительные и только пять — своекоштные. По возрастному составу две трети монашествующих были старше 60 лет. Из справки совета по делам РПЦ к правительству: «Пострижение в большинстве монастырей происходит по достижении зрелого возраста — не моложе 30 лет. Но в Молдавии из 1159 монашествующих 57 не достигли 18-летнего возраста и 81 — 25-летнего».
Вскоре после войны правительство занялось монастырями вплотную. Серьёзной проблемой было юридическое оформление открывшихся во время войны обителей. В 1944—1945 годах местные власти начали выселение монахов и конфискацию монастырских земель, что вызвало недовольство центра. В результате вышло постановление Совнаркома от 22 августа 1945 года, предписывающее местным органам власти «впредь до особых указаний не препятствовать деятельности мужских и женских монастырей», сохранять их здания, земли, инвентарь и скот. Постановлением от 29 сентября 1945 года обители освобождались от земельной ренты и уплаты налогов со строений, а монашествующие — от налога на холостяков, одиноких и малосемейных граждан.
Секретным постановлением Совета народных комиссаров СССР № 2137—546 «О православных монастырях» от 26 августа 1945 года Совету по делам Русской православной церкви дано было задание произвести в кратчайшие сроки обследование правового и хозяйственного положения монастырей, действующих на территории СССР. Было обследовано 75 обителей. Советом были даны соответствующие рекомендации, в которых говорилось, что для улучшения хозяйственной деятельности монастырей и извлечения из неё максимальной пользы для государства необходимо: вернуть монастырям изъятые у них земли, а малоземельные монастыри наделить недостающим количеством пахотных земель и вывести с монастырских территорий государственные учреждения и предприятия. Все указанные пожелания были учтены в постановлении Совета министров СССР «О православных монастырях» от 29 мая 1946 года, которое окончательно определило их правовое и хозяйственное положение. Для монастырей установили жёсткие нормы поставок продовольствия государству. Этот порядок просуществовал до середины 1950-х годов.
В 1958 года началась антирелигиозная кампания против монастырей как важных центров духовной поддержки верующих. 16 октября 1958 года Совет министров СССР принял постановления «О монастырях в СССР» и «О налоговом обложении доходов предприятий епархиальных управлений, а также доходов монастырей». Некоторые монастыри закрывали в течение 24 часов, монахов выселяли. Из 1013 насельников закрытых монастырей в 1960 года лишь 266 перевели в другие монастыри, остальных отправили в больницы и дома престарелых. В 1961 года была превращена в музей Киево-Печерская лавра. В 1950-х — 1960-х годах после сокращения количества монастырей с 85 в 1948 года до 15 в 1965 года уменьшилось и число насельников — с 4632 (1948) до 1,5 тысяч (1965).

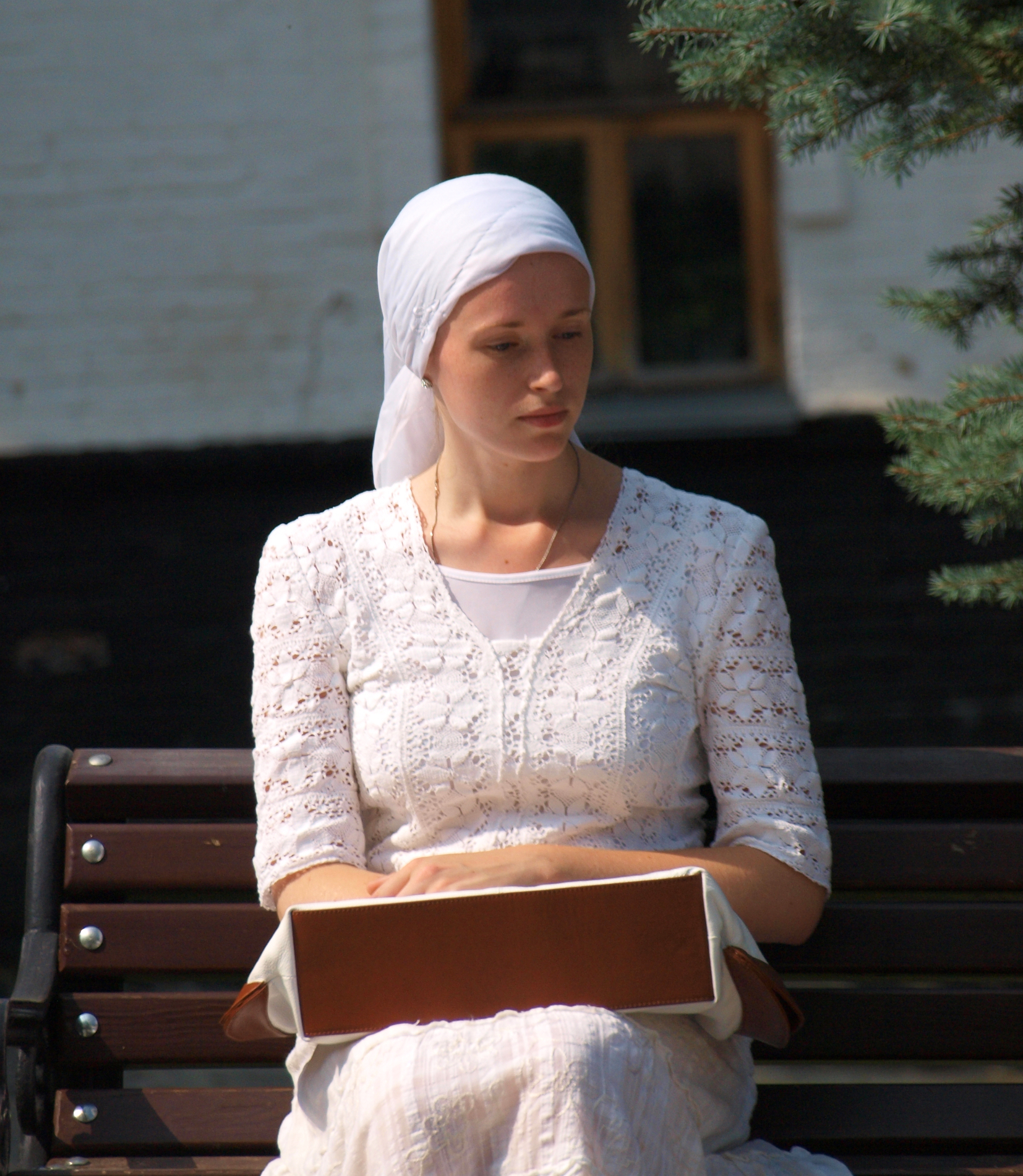
православная паломница в Киево-Печерской лавре

В 1980-х годах началось возрождение монастырей. Первыми возобновлялись широко известные в дореволюционное время обители: Данилов монастырь (1983), Оптина пустынь (1987), Толгский монастырь (1987), Киево-Печерская лавра (1988), Валаамский (1989) и Соловецкий (1990) монастыри.

## Постсоветский период
В связи с участившимися случаями оставления монашества Архиерейский Собор 2000 года принял определение, согласно которому «для улучшения духовной подготовки к постригу и повышения ответственности лиц, его принимающих, признано необходимым перейти к практике пострижения в мантию только по достижении тридцати (30) лет, за исключением студентов духовных школ и вдовых священнослужителей». Таким образом, Архиерейский Собор 2000 года вернулся к практике синодального периода, законы которого признаются действующими и поныне. Также подчеркивалось на Соборе 2000 года, что «недопустимо необоснованное исключение монашествующих из монастырей, которое признается возможным лишь в крайних случаях и только указом правящего архиерея».
В последующие годы помимо восстановления ранее действовавших монастырей создавались обители и в новых местах. Но стремительный рост числа монастырей и монашествующих имел и свою оборотную сторону. Так, по словам митрополита Варсонофия (Судакова):

У нас в России за годы богоборчества и атеизма традиция монашества была утрачена, были разрушены практически все монастыри. А когда начался процесс возрождения монашеской жизни и стали открываться сотни обителей, они наполнились несколькими тысячами монашествующих. Если говорить в цифрах, то только официально у нас числятся порядка 7 тысяч монашествующих по мужским и женским монастырям [на начало 2014 года]. Это без учёта послушников и трудников.
А вот традиционного воспитания для монашествующих у нас нет. Раньше как было? Приходит послушник — и только через определённые годы может стать монахом. Сейчас же как? Где-то в монастыре нужен срочно батюшка, и полгода не прошло, а на послушника уже надевают мантию, его рукополагают, вот он уже иеромонах, хотя ни одной ступеньки не прошёл. То же самое и в женских монастырях. А потом через полгода человек понимает, что это совсем не его. Мы же в семь лет ребёнка не пошлем в университет? Он сначала идет в школу, потом только в университет. А у нас в монастырях зачастую человек, ещё не поняв наш быт, тут же получает постриг. Чтобы такого не было, надо наладить правильную духовную жизнь. Поэтому мы и разрабатываем такой документ — нужны какие-то ориентиры.

### Монашество епископов
О монашестве епископов Устав Русской православной церкви гласит:

Кандидаты в архиереи избираются в возрасте не моложе 30 лет из монашествующих или не состоящих в браке лиц белого духовенства с обязательным пострижением в монашество.
— Устав Русской православной церкви (гл. XV, п. 10)
В постсоветский период в РПЦ появилась точка зрения, что при поставлении в епископство с монаха снимаются все прежде данные им монашеские обеты. Такие воззрения тиражируются, например, протоиереем Андреем Новиковым и Андреем Кураевым.